# Duosperma
Duosperma, biljni rod iz porodice primogovki smješten u podtribus Petalidiinae, dio tribusa Ruellieae, potporodica Acanthoideae. Postoji 25 vrsta u južnoj i tropskoj Africi i Jemenu (1 vrsta, Adenska pustinja). Opisan je u Rhodora 47: 262. 1945.

## Opis
Višegodišnje biljke ili grmovi. Listovi nazubljeni. Cvatovi aksilarnih dihazičnih cima. Brakteje i brakteole duge kao čaška. Čašični režnjevi 5, jajasti. Vjenčić s 2 usne; gornja usna 3-režnjevita, na nepcu poprečno rebrasta. Plodnih prašnika 4. Čahura s 1 sjemenkom u svakom lokulusu. Sjeme koje se nosi na retinakuli; s bijelim higroskopnim dlakama.

## Vrste
1. Duosperma actinotrichum (Chiov.) Vollesen
2. Duosperma clarae Champl.
3. Duosperma crenatum (Lindau) P. G. Mey.
4. Duosperma cuprinum Brummitt
5. Duosperma densiflorum (C.B.Clarke) Brummitt
6. Duosperma dichotomum Vollesen
7. Duosperma fanshawei Brummitt
8. Duosperma fimbriatum Brummitt
9. Duosperma glabratum Vollesen
10. Duosperma grandiflorum Vollesen
11. Duosperma kaessneri (S.Moore) Vollesen & I. Darbysh.
12. Duosperma kilimandscharicum (Lindau) Dayton
13. Duosperma latifolium Vollesen
14. Duosperma livingstoniense Vollesen
15. Duosperma longicalyx (Deflers) Vollesen
16. Duosperma nudantherum (C. B. Clarke) Brummitt
17. Duosperma parviflorum Hedrén & Vollesen
18. Duosperma porotoense Vollesen
19. Duosperma quadrangulare (Klotzsch) Brummitt
20. Duosperma rehmannii (Schinz) Vollesen
21. Duosperma sessilifolium (Lindau) Brummitt
22. Duosperma stoloniferum Vollesen
23. Duosperma subquadrangulare Vollesen
24. Duosperma tanzaniense Vollesen
25. Duosperma trachyphyllum (Bullock) Dayton
26. Duosperma transvaalense (Schinz) Vollesen

## Sinonimi
- Disperma C.B.Clarke; Oliv. et al. (eds.), Fl. Trop. Africa 5: 79 (1899)